# Eudarcia ignara
Eudarcia ignara is een vlinder uit de familie van de Meessiidae. Deze soort is voor het eerst wetenschappelijk beschreven als Demobrotis ignara door Edward Meyrick in een publicatie uit 1922.
De soort komt voor in India (Assam).